# Storia di Saint Louis
La storia di St. Louis, nel Missouri, iniziò con l'insediamento nell'area del fiume Mississippi da parte di costruttori di tumuli nativi americani, che vissero come parte della cultura del Mississippi dal IX secolo al XV secolo, seguiti da altri gruppi tribali migratori.

## Storia

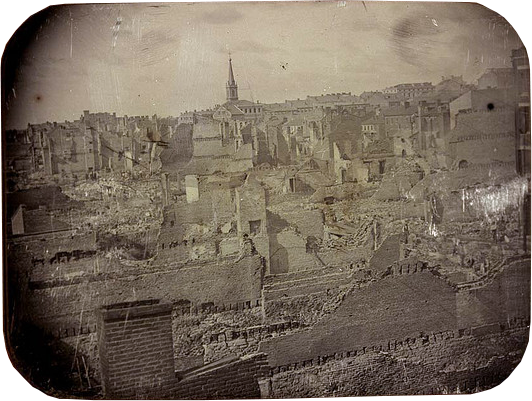
Rovine della città di Saint Louis dopo l'incendio del 17-18 maggio 1849.

A partire dalla fine del XVII secolo l'area venne esplorata dai francesi e inglobata come parte della Louisiana francese, ad essi succedettero poi gli  spagnoli nel 1763. La città nacque quando una compagnia commerciale guidata da Pierre Laclede e Auguste Chouteau stabilì l'insediamento di St. Louis nel febbraio 1764. Esso attirò coloni soprattutto francesi, che lasciarono il Pays des Illinois (attuale Illinois) dopo la sconfitta nella Guerra dei sette anni. La città crebbe di popolazione grazie alla sua posizione come stazione commerciale sul Mississippi, poiché il commercio di pellicce in Nord America era molto redditizio. La città svolse un discreto ruolo nella rivoluzione americana e divenne parte degli Stati Uniti attraverso l'acquisto della Louisiana nel 1803. Con il suo collegamento attraverso il fiume Ohio a est, il Mississippi a sud e nord e il Missouri a ovest, St. Louis era in posizione ideale per diventare la base principale del commercio interregionale.
Negli anni 1840 divenne meta di massiccia immigrazione di irlandesi e tedeschi. I nativi americani, impauriti dai nuovi arrivati, adottarono sentimenti nativisti e di avversione. Il Missouri era uno stato schiavista, ma la vicinanza della città agli stati liberi lo fece diventare un centro per la presentazione di cause per la liberazione di molti schiavi che guadagnarono la libertà attraverso tali momenti negli anni ante-guerra. Ma dal 1850, con il caso Dred Scott, le interpretazioni cambiarono e la Corte suprema degli Stati Uniti si pronunciò contro di lui. Ciò stabilì che il compromesso del Missouri era incostituzionale, contribuendo alle tensioni che causarono la guerra civile americana. Durante la guerra, St. Louis ebbe una piccola scaramuccia in periferia, ma fu tenuta sotto il controllo dall'Unione.
Dopo la guerra, la città ampliò i suoi collegamenti ferroviari e l'attività industriale, subendo un corrispondente aumento dell'inquinamento del fiume e del litorale. Durante i primi anni 1870, venne costruito l'Eads Bridge e la città istituì diversi grandi parchi, tra cui Forest Park. A causa di controversie politiche ed economiche locali, la città si separò dalla contea di St. Louis nel 1876 e divenne una città indipendente. La sua area geografica limitata inibì così il suo successo nel XX e XXI secolo a causa della bassa base imponibile. Durante la fine del XIX secolo, St. Louis divenne la sede di due squadre della Major League Baseball. La musica ragtime e blues fiorì in città, grazie agli afroamericani che diedero importanti contributi anche nel jazz.
Il 27 maggio 1896 la città fu colpita intorno alle 19:00 da una violenta tromba d'aria stimata di livello F4 che formatasi nel centro città devastò il quartiere di Lafayette Park e le aree dove oggi sono presenti il Gateway Arch e l'Eads Bridge. Il tornado poi colpi la limitrofa città di East Saint Louis causando danni ancora più gravi. In totale 255 persone morirono (137 a Saint Louis e 118 a East Saint Louis) e circa un migliaio rimasero ferite. Altri intensi tornado colpirono la città e i suoi sobborghi limitrofi nel: 1927, 1956, 1967, 2011, 2013 e 2021.
La città ha ospitato l'Esposizione Universale del 1904 e le Olimpiadi del 1904, attirando milioni di visitatori. Parte dell'infrastruttura per la fiera è stata la base per le principali istituzioni cittadine in Forest Park. Nella prima parte del secolo, molti afroamericani migrarono dal sud in cerca lavori industriali, come parte della Grande Migrazione. St. Louis non sfuggì alla Grande depressione e alla sua elevata disoccupazione. Durante la seconda guerra mondiale la città ha ospitato industrie belliche che impiegavano migliaia di lavoratori.
Dopo la guerra, i sussidi per le autostrade federali e lo sviluppo del dopoguerra incoraggiarono la migrazione verso l'esterno mentre i residenti si spostavano per ottenere alloggi più moderni; questa suburbanizzazione ridusse significativamente la popolazione della classe media della città. La città ha compiuto sforzi per creare nuove attrazioni, come il Gateway Arch, la cui costruzione è diventata un fulcro del movimento per i diritti civili per ottenere posti di lavoro non segregati nei mestieri qualificati. Il primo contenzioso ai sensi del Civil Rights Act del 1964 era contro i sindacati di St. Louis. La città ha lavorato per sostituire gli alloggi scadenti con nuovi progetti di edilizia popolare come Pruitt – Igoe. Una combinazione di fattori portò ad un notoriamente infruttuoso progetto che venne demolito alla fine del XX secolo. A partire dagli anni '80 e proseguendo nel secolo successivo, la costruzione e la gentrificazione sono aumentate in alcune zone di St. Louis, in particolare nel centro. L'abbellimento della città e la riduzione della criminalità hanno fatto progressi, sebbene la città abbia continuato a lottare con il crimine. St. Louis ha visto una modesta crescita della popolazione durante la metà degli anni 2000, ma ha mostrato un calo nel censimento degli Stati Uniti del 2010.

### Nativi Americani e prime esplorazioni europee
I primi insediamenti nella media valle del Mississippi furono costruiti nel X secolo dalle popolazioni della cultura del Mississippi, che costruirono più di due dozzine di tumuli e villaggi nell'area della futura città. Questi erano legati all'insediamento centrale di Cahokia Mounds, sul lato est del fiume. La cultura Mississippiana finì per ragioni sconosciute nel XIV secolo e questi siti rimasero vuoti per qualche tempo, finché gruppi di lingua siouan come i Missouri e gli Osage migrarono dalla valle dell'Ohio orientale alla valle del Missouri. Entrambi i gruppi entrarono in conflitto con tribù nord-orientali come i Sauk e i Meskwaki fino a quando tutti e quattro i gruppi dovettero affrontare i primi esploratori europei nella media valle del Mississippi.
La vasta esplorazione europea vicino alla confluenza dei fiumi Missouri e Mississippi iniziò quasi un secolo prima che la città fosse ufficialmente fondata. L'esploratore Louis Jolliet e il sacerdote gesuita Jacques Marquette viaggiarono verso sud sul fiume Mississippi nel giugno 1673, oltrepassando il futuro sito di St. Louis e raggiunsero la foce del fiume Arkansas prima di tornare indietro.
Nove anni dopo, l'esploratore francese Robert de La Salle guidò una spedizione a sud dal fiume Illinois alla foce del Mississippi nel Golfo del Messico, rivendicando l'intera valle per la Francia. La Salle chiamò il bacino del fiume Mississippi La Louisiane (Louisiana) in onore del re Luigi XIV mentre la regione vicino alla confluenza dei fiumi Ohio e Mississippi fu chiamata Illinois. Come parte di una serie di fortezze nella valle del Mississippi, i francesi costruirono gli insediamenti di Cahokia e Kaskaskia. Le società commerciali francesi costruirono anche città durante gli anni 1720 e 1730, tra cui Fort de Chartres e Sainte-Genevieve, la prima città europea del Missouri a ovest del Mississippi. Dal 1756 al 1760, i combattimenti nella guerra franco-indiana (il fronte nordamericano della guerra dei sette anni) fermarono la costruzione degli insediamenti. L'economia rimase debole fino al 1762 a causa della guerra in corso, finché la Francia perse l'anno successivo.